# Ala Lescot
L’ala Lescot o ala Enrico II, è l'ala più antica del Palazzo del Louvre a Parigi. Venne realizzata su disegno dell'architetto Pierre Lescot da cui appunto prende il nome. Intrisa di manierismo italiano, divenne un elemento tipico dello stile parigino dell'epoca e un prototipo per l'architettura del barocco francese.

## Storia

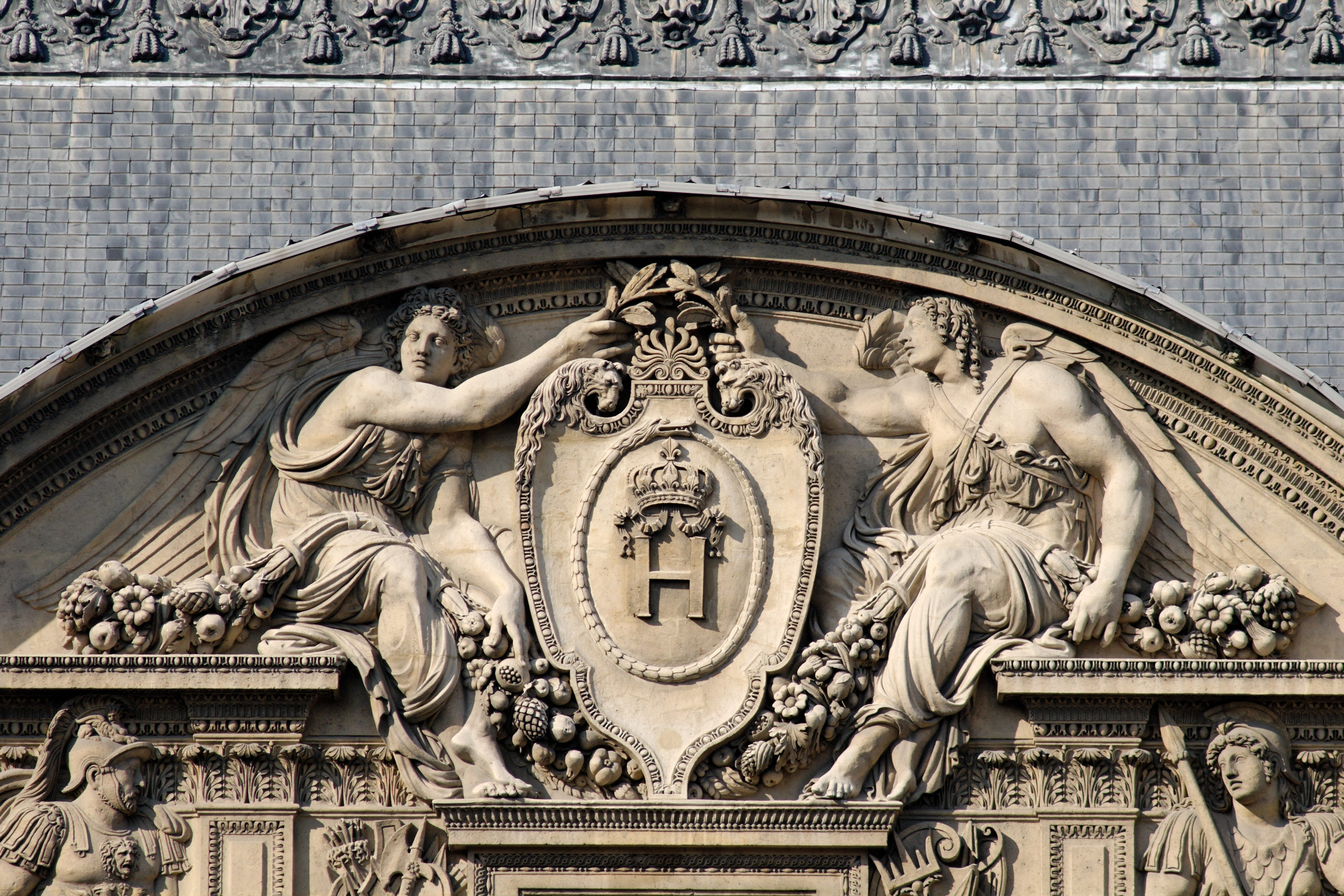
L' Allegoria della Guerra: due angeli che sorreggono il monogramma di Enrico II di Francia sull'ala Lescot.)

Re Francesco I di Francia nominò suo architetto Pierre Lescot (1510–1578) il quale venne incaricato dei progetti di costruzione del Palazzo del Louvre. Questi venne confermato ai lavori anche dopo la morte di Francesco dal suo erede e successore, Enrico II e Lescot vi lavorò sino alla sua morte. Solo l'ala Lescot, il Pavillon du Roi e parte dell'ala sud potevano però dirsi completate all'epoca attorno alla corte principale. Dei disegni d'interni voluti da Lescot rimangono ad oggi la sola Salle des Gardes e lo scalone di Enrico II.
Poco più a nord dell'ala Lescot si trovano il Pavillon de l'Horloge, l'ala Lemercier ed il Pavillon de Beauvais che però fanno parte dell'espansione iniziata nel 1624 sotto Luigi XIII e completata poi solo nel 1639-1642 sotto Luigi XIV per mancanza di fondi, su disegno di Jacques Lemercier. L'ala Lemercier è l'estensione simmetrica dell'ala Lescot con il medesimo stile rinascimentale. Con l'aggiunta dell'ala Lemercier, vennero demolite anche le ultime vestigia medievali del Louvre.

## Descrizione
L'ala Lescot si trova tra il Pavillon du Roi ed il Pavillon de l'Horloge e sovrasta la Cour Carrée interna al Louvre. La facciata verso la corte è composta da due piani più un attico riccamente abbellito da bassorilievi di Jean Goujon. E' coronato da un tetto a spioventi, un elemento tradizionale dell'architettura francese. Le finestre archiacute, molto retrocesse rispetto al corpo al piano terreno, danno l'impressione che vi siano delle arcate, mentre gli ingressi presentano delle finestre oeil de bœuf sopra di essi. Al secondo piano le finestre sono separate da lesene e ogni apertura è sormontata da soprafinestre triangolari o arrotondati.